# Myrichthys maculosus

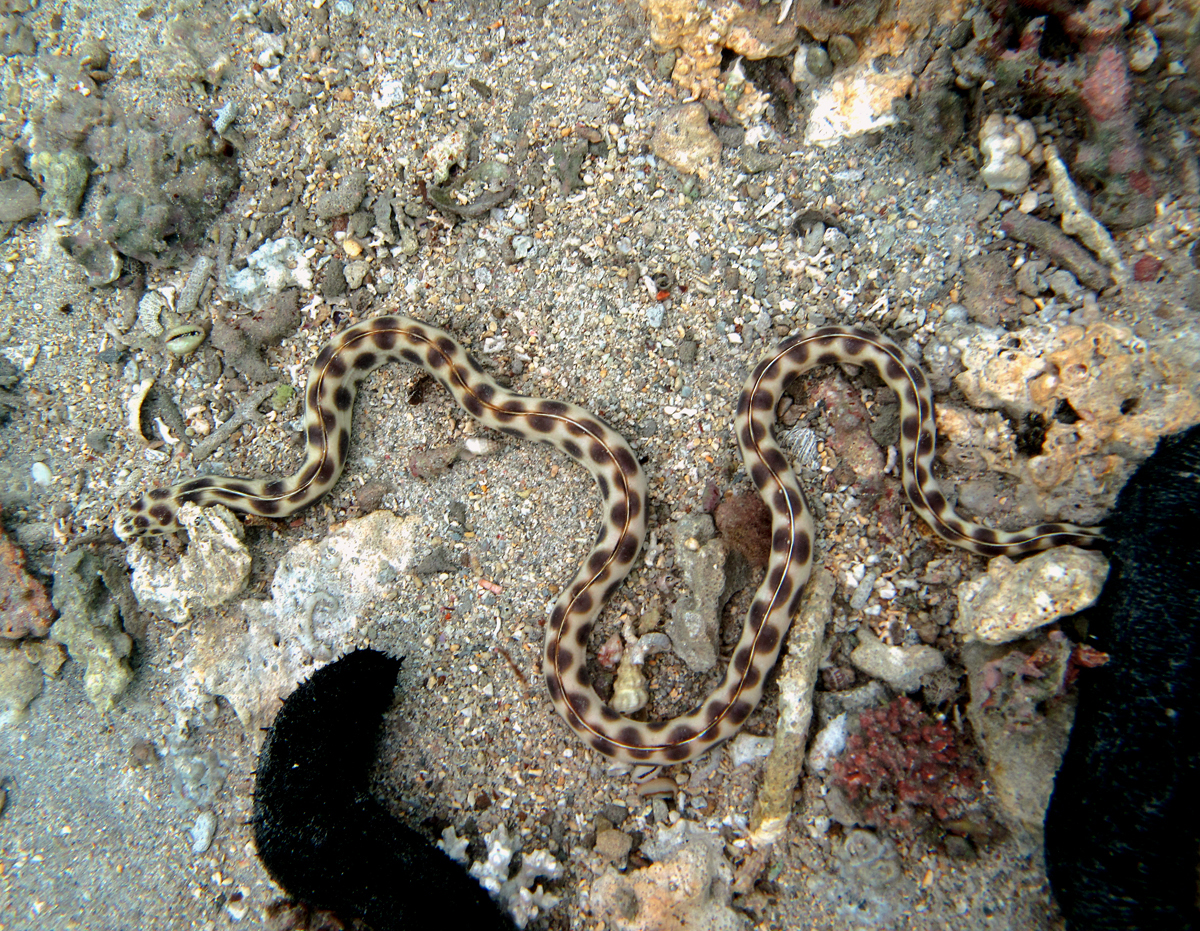
Myrichtis maculosus, isola della Riunione

Myrichthys maculosus (Cuvier, 1816)  è un pesce marino appartenente alla famiglia Ophichthidae.

## Distribuzione e habitat
Vive fino a 262 m di profondità in zone con fondo sabbioso che si trovano in prossimità di barriere coralline. Ha un areale molto esteso, dall'oceano Pacifico centrale (ad esclusione delle Hawaii, dove c'è invece Myrichthys magnificus) alle coste dell'Africa orientale, mar Rosso incluso.

## Descrizione
Presenta un corpo anguilliforme e compresso lateralmente, dalla lunghezza media di 50 cm, anche se ci sono segnalazioni di esemplari che hanno raggiunto il metro. La testa ha un profilo arrotondato. La colorazione è a macchie scure su uno sfondo che varia dal giallo al color crema; negli adulti, queste macchie sono di forma ovata e più grandi degli occhi. Si distingue dal simile Myrichthys aki per il minor numero di macchie.

## Biologia

### Comportamento
È tendenzialmente solitario e notturno. Trascorre la maggior parte del tempo nascosto sotto la sabbia.

### Alimentazione
Si nutre di crostacei e pesci.